# Ранштадт
Ранштадт (нім. Ranstadt) — сільська громада в Німеччині, знаходиться в землі Гессен. Підпорядковується адміністративному округу Дармштадт. Входить до складу району Веттерау.
Площа — 34,26 км2. Населення становить 5108 ос. (станом на 31 грудня 2020).